# Feyenoord Basketbal
O Feyenoord Basketbal é um clube profissional de basquetebol sediado na cidade de Roterdão, Holanda do Sul, Países Baixos que atualmente disputa a Liga BNXT. Foi fundado em 1954 e manda seus jogos na Topsportcentrum Rotterdam com capacidade de 1000 espectadores.